# 山下莉果
山下 莉果 (やました りか、1990年8月27日 -）は、日本の女性モデル、レースクイーン。
静岡県出身（愛知県育ち）。スカイハイプロモーションズ所属。愛称は「りかちゃむ」。

## 来歴・人物
愛知工業大学在学中の2011年、名古屋近鉄パッセの水着モデルオーディションに合格し、近鉄パッセの広告モデルを務める。翌2012年、居酒屋はなこオリジナル「角ハイガールオーディション」でグランプリに選ばれた。
レースクイーンとしては2017年のSUPER GTで「Owltech Lady」を務めた後、2018年は河瀬杏美、小嶋みやびと共に「KT Honey」として活動。2016年に岡山トヨペットのCMに出演していた縁でK-tunes RacingのRQを務めることとなった。この年の日本レースクイーン大賞では、KT Honeyがコスチューム部門グランプリを受賞した。
2019年は再びOwltech Ladyとして、SUPER GTとスーパーフォーミュラの2カテゴリーで活動。また、eスポーツチーム「KYANOS SC」（キュアノス）のマスコットガールも務める。
趣味はラーメン巡り、カフェ巡り、ピアノ。

## 活動

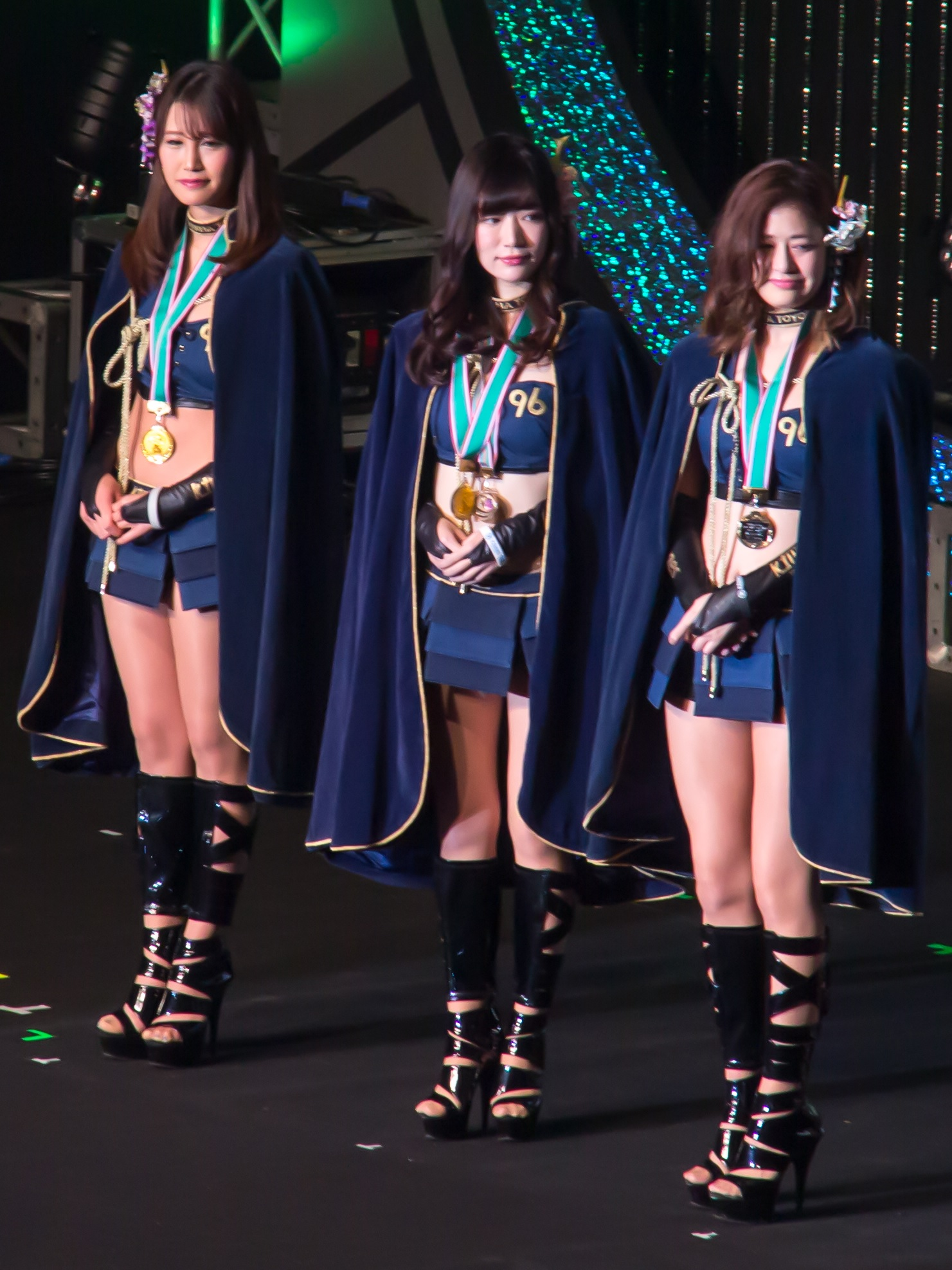
2018年のKT Honeyメンバー。写真左から山下莉果、小嶋みやび、河瀬杏美。
（日本レースクイーン大賞2018表彰式より）

### レースクイーン
| 年     | カテゴリー             | チーム名                   | 他メンバー           |
| ------ | ---------------------- | -------------------------- | -------------------- |
| 2017年 | スーパーGT             | Owltech Lady               |                      |
| 2018年 | スーパーGT             | K-Tunes Racing「KT Honey」 | 河瀬杏美、小嶋みやび |
| 2019年 | スーパー・フォーミュラ | Owltech Lady               |                      |
| 2019年 | スーパーGT             | Owltech Lady               | 小山桃               |

## 出演

### CM
- 岡山トヨペット（2016年）[1]
- 岐阜グランワールドカップ パチンコ
- とびっきり静岡「スノーウェア特集」
- とびっきり静岡「ビラボン水着特集」

### テレビ
- メーテレ「名古屋女子会わかるぅ～」
- 中京TV「サタメン」
- 中京TV「くるくるミラクル」
- メーテレ「昼まで待てない」
- ピーカンTV「近鉄パッセ水着宣伝」

### 雑誌
- 2015年1月号「and GIRL.JJ」

### コンテスト
- 名古屋近鉄パッセ水着モデル　グランプリ